# Varsovie 83, une affaire d'État
Pour plus de détails, voir Fiche technique et Distribution.
Varsovie 83, une affaire d'État (Żeby nie było śladów) est un film franco-tchéco-polonais réalisé par Jan P. Matuszyński et sorti en 2021.
Le film est basé sur le livre-enquête Żeby nie było śladów. Sprawa Grzegorza Przemyka du journaliste Cezary Łazarewicz paru en 2016,.

## Synopsis
En Pologne communiste en 1983, durant l'oppressante loi martiale décidée par le général Jaruzelski, la milice citoyenne tue Grzegorz Przemyk, un citoyen, fils d'un soutien à Solidarność. Les autorités tentent d'empêcher un procès accablant.

## Fiche technique
Sauf indication contraire, les informations mentionnées dans cette section peuvent être confirmées par la base de données cinématographiques IMDb,  présente dans la section « Liens externes ».
- Titre original : Żeby nie było śladów
- Titre international (dont Belgique) : Leave No Traces
- Titre français : Varsovie 83, une affaire d'État
- Réalisation : Jan P. Matuszyński
- Costumes : Małgorzata Zacharska
- Photographie : Kacper Fertacz
- Montage : Przemysław Chruscielewski
- Société de distribution : Memento Distribution (France)
- Pays de production :  Pologne,  France,  Tchéquie
- Langue originale : polonais
- Format : couleur — 35 mm[4] — 2,39:1 — son 5.1
- Genre : drame
- Durée : 160 minutes
- Dates de sortie :
  - Italie : 8 septembre 2021 (Mostra de Venise)[5]
  - Pologne : 24 septembre 2021
  - France : 11 novembre 2021 (Arras Film Festival)[6],[7] ; 4 mai 2022 (sortie nationale)
  - Belgique : 11 mai 2022

## Distribution
- Tomasz Ziętek (VF : François Deblock) : Jurek Popiel
- Sandra Korzeniak : Barbara Sadowska, la mère de Grzegorz Przemyk
- Jacek Braciak : Tadeusz Popiel, le père de Jurek
- Agnieszka Grochowska : Grażyna Popiel, la mère de Jurek
- Robert Więckiewicz (VF : Mathieu Rivolier) : le général Czesław Kiszczak
- Tomasz Kot : Stanisław Kowalczyk
- Mateusz Górski : Grzegorz Przemyk
- Aleksandra Konieczna : la procureur Wiesława Bardon

 Source et légende : version française (VF) sur RS Doublage

## Accueil

### Critique
En France, le site Allociné recense une moyenne des critiques presse de 3,8/5.

## Distinctions

### Récompenses
- Arras Film Festival 2021 : Prix du public et Prix de la critique[10],[11],[12]
- Festival international du film d'histoire de Pessac 2021[13] : Prix Danielle Le Roy du jury étudiant et Prix du public[14]

### Sélections
- Mostra de Venise 2021 : en compétition[15]
- Festival de cinéma européen des Arcs 2021 : Playtime[16]